# Karl Stark (Künstler)
Karl Stark (* 4. November 1921 in Glojach, Bezirk Südoststeiermark; † 24. April 2011 in Klosterneuburg, bei Wien) war ein österreichischer Maler.

## Leben und Wirken
Karl Stark, der Sohn eines Lehrers, studierte zwischen 1936 und 1940 an der Grazer Kunstgewerbeschule Bildhauerei bei Wilhelm Gösser. Nach seinem vierjährigen Kriegsdienst studierte er zwei weitere Jahre Malerei bei Rudolf Szyszkowitz. 1947 erfolgte seine Übersiedlung nach Wien. Er studierte dort an der Akademie der bildenden Künste Malerei bei Herbert Boeckl. Karl Starks Kunstschaffen stand schon an seinem Beginn unter dem Einfluss der österreichischen Frühexpressionisten Richard Gerstl, Jean Egger oder Boeckl. Seine Malweise trägt die Farbe pastös auf die Leinwand, oft gespachtelt, wobei sich die Gestik der Faktur bald zum stärksten Gestaltungselement im Schaffen Starks entwickelt. Bedingt durch die Dominanz der Gestik reduziert sich das Motiv auf eine oft nur mehr formelhafte Abbildung, die der Künstler aus der Dynamik des schöpferischen Farbauftrages gleichsam herausschält. Die Bedeutung der Farben im Oeuvre Starks geht über die reine Abbildhaftigkeit hinaus und nimmt Materialcharakter an.
Von Anfang an lehnte Karl Stark die nach dem Krieg aufkommende abstrakte Malerei ab, die sich gerade während seiner Akademiejahre etwa im Umkreis der Galerie nächst St. Stephan herausbildete. Er distanzierte sich von der Wiener Kunstszene und übersiedelte 1951 mit seiner Familie ins Drautal nach Radlach. Mit diesem Schritt wurde Kärnten gleichsam die zweite Heimat des Künstlers und die dortige Landschaft bildete fortan eines der Hauptmotive in seinem Schaffen. Auch pendelte er von dort aus bald wöchentlich nach Linz, wo er mit einem Lehrauftrag an der Kunstgewerbeschule Linz betraut wurde.
1958 kehrte Karl Stark trotzdem nach Wien zurück, konnte sich bald ganz der Malerei widmen und schaffte es, sich trotz seines damals als unzeitgemäß bezeichneten Stils mit der Zeit zu einem gefragten Künstler zu entwickeln.
Er steht in ungebrochener Nachfolge des für Österreich besonders charakteristischen Farbexpressionismus, wobei er aber durchaus seinen eigenen Stil entwickeln konnte. Ausgehend von klassischen Motiven verfolgte er eine intensive Auseinandersetzung mit formalen Fragen, vor allem was Farbe, Form und Struktur betrifft.
"Form und Farbe müssen zusammenwirken, um etwas Neues hervorzubringen. Durch die bewusste Formbildung wird die gestaltete Farbe Substanz. " (Karl Stark)
1964 stellte er in der Galerie Ror Volmar in Paris sowie 1967 in der Galerie St. Etienne in New York aus. In Wien war er in diesen Jahren bei Nebehay und in der Galerie Würthle vertreten, in Salzburg in der Galerie Weihergut. Personalausstellungen von Werken Starks waren im Grazer Joanneum, in der Wiener Secession, im Landesmuseum Kärnten, im Künstlerhaus Klagenfurt, in der Kärntner Landesgalerie, in der Österreichischen Galerie Belvedere und im Salzburger Rupertinum zu sehen.
1980 gründete er seine eigene Kunstgalerie, die Galerie Austria unweit vom Wiener Stephansplatz, in welcher er sich auf die Präsentation der klassischen österreichischen Moderne konzentrierte. Seit Mitte der 1990er Jahre wird diese von Starks Sohn geführt.
Starks Werke befinden sich in öffentlichen und privaten Sammlungen wie der Österreichischen Galerie Belvedere, der Stiftung Leopold (Leopold Museum), im Rupertinum, der Neuen Galerie Graz, im Oberösterreichischen Landesmuseum, und in der Kulturabteilung der Stadt Wien.

## Bibliografie
- Bernhard Hainz (Hg.): Karl Stark, ein Leben für die Malerei. Verlag Galerie Welz. ISBN 3-85349-255-X